# Dukla Banska Bystrica/Saison 2016
Dieser Artikel listet Erfolge und Fahrer des Radsportteams Dukla Banska Bystrica in der Saison 2016 auf.

## Erfolge in der UCI Africa Tour
Bei den Rennen der UCI Africa Tour im Jahr 2016 gelangen dem Team nachstehende Erfolge.
| Datum    | Rennen                     | Kat. | Sieger        |
| -------- | -------------------------- | ---- | ------------- |
| 18. März | 6. Etappe Tour du Cameroun | 2.2  | Patrik Tybor  |
| 19. März | 7. Etappe Tour du Cameroun | 2.2  | Martin Mahdar |
| 5. April | 5. Etappe Tour du Maroc    | 2.2  | Patrik Tybor  |

## Abgänge – Zugänge
| Zugänge          | Team 2015          | Abgänge                             | Team 2016              |
| ---------------- | ------------------ | ----------------------------------- | ---------------------- |
| Martin Haring    | CK Banska Bystrica | Milan Holomek                       | Unbekannt              |
| Jozef Palčák     | CK Banska Bystrica | Roman Broniš                        | CK Pribram Fany Gastro |
| Tomas Harag      | CK Banska Bystrica | Matej Jurčo                         | Unbekannt              |
| Kristian Zimany  | Neoprofi           | Martin Duben                        | Unbekannt              |
| Juraj Bellan     | Neoprofi           | Renzo Zanelli                       | Unbekannt              |
| Vladimir Kovacik | Neoprofi           | Matej Krajicek                      | Unbekannt              |
|                  |                    | Andrej Strmiska (bis 10. September) | Unbekannt              |

## Mannschaft
| Name             | Geburtstag         | Nationalität |              |
| ---------------- | ------------------ | ------------ | ------------ |
| Juraj Bellan     | 30. Januar 1996    | Slowakei     |              |
| Tomas Harag      | 11. September 1995 | Slowakei     |              |
| Martin Haring    | 24. Dezember 1986  | Slowakei     |              |
| Maroš Kováč      | 11. April 1977     | Slowakei     |              |
| Vladimir Kováčik | 12. Dezember 1997  | Slowakei     |              |
| Juraj Lajcha     | 6. Februar 1994    | Slowakei     |              |
| Martin Mahdar    | 31. Juli 1989      | Slowakei     |              |
| Jozef Palčák     | 17. Dezember 1987  | Slowakei     |              |
| Andrej Strmiska  | 22. Oktober 1996   | Slowakei     |              |
| Filip Taragel    | 19. Mai 1992       | Slowakei     |              |
| Patrik Tybor     | 16. September 1987 | Slowakei     |              |
| Kristian Zimany  | 30. Oktober 1997   | Slowakei     |              |
| Stagiaires       | Stagiaires         | Nationalität | Nationalität |
| Jan Andrej Cully | Jan Andrej Cully   | Slowakei     |              |
| Matej Ulik       | Matej Ulik         | Slowakei     |              |